# École supérieure d'ingénieurs Léonard-de-Vinci
Vous pouvez aider à l'améliorer ou bien discuter des problèmes sur sa page de discussion.
- Il ne cite pas suffisamment ses sources. Vous pouvez indiquer les passages à sourcer avec {{référence nécessaire}} ou {{Référence souhaitée}}, et inclure les références utiles en les liant aux notes de bas de page. (Marqué depuis juin 2024)
- Son texte doit être wikifié : il ne correspond pas à la mise en forme Wikipédia (style, typographie, liens internes, liens entre les wikis, etc.). (Marqué depuis juin 2024)
- Son ton est trop promotionnel ou publicitaire, voire hagiographique. Le texte doit adopter un ton neutre et encyclopédique. (Marqué depuis juin 2024)

- Archive Wikiwix
- Bing
- Cairn
- DuckDuckGo
- E. Universalis
- Gallica
- Google
- G. Books
- G. News
- G. Scholar
- Persée
- Qwant
- (zh) Baidu
- (ru) Yandex
- (wd) trouver des œuvres sur Wikidata

L'École supérieure d'ingénieurs Léonard-de-Vinci (ESILV) est l'une des 204 écoles d'ingénieurs françaises accréditées au 1er septembre 2020 à délivrer un diplôme d'ingénieur. Membre de la Conférence des grandes écoles, elle a été fondée en 1995 à l'initiative du conseil général des Hauts-de-Seine et de son président, Charles Pasqua.
L'école est située au sein du pôle universitaire Léonard-de-Vinci, au cœur du quartier d'affaires de la Défense, dans le département des Hauts-de-Seine. Depuis 2022, elle dispose de locaux sur le campus de la Chantrerie, à Nantes.

## Historique
L'École supérieure d'ingénieurs Léonard-de-Vinci (ESILV) a été créée en 1995 à l'initiative du conseil général des Hauts-de-Seine et de son président, Charles Pasqua, dans le but de former des ingénieurs généralistes et spécialisés dans le numérique.
- 1995 : Création du pôle universitaire Léonard-de-Vinci, regroupant l'EMLV, l'ESILV et l'IIM, par le conseil général des Hauts-de-Seine.
- 2003 : Première habilitation par la Commission des titres d'ingénieur (CTI) pour 4 ans.
- 2012 : Pascal Brouaye et Nelly Rouyrès prennent la direction du pôle universitaire Léonard-de-Vinci. Leur vision repose sur le principe de transversalité, incluant la création de partenariats entre les trois écoles du pôle ainsi que la mise en place de cursus croisés. Les écoles ouvrent toutes des parcours en alternance.
- 2013 : L'ESILV rejoint l'UGEI (Union des Grandes Écoles Indépendantes).
- 2014 : Entrée de l'ESILV dans la Conférence des Grandes Écoles (CGE).
- 2015 : Création du De Vinci Research Center et ouverture du Learning Center. Depuis la rentrée, l'école propose un double-diplôme ingénieur-manager avec l'EMLV dès la première année.
- 2017 : Obtention du label EESPIG. L'ESILV est membre de l’UN Global Compact
- 2018 : Création du De Vinci Start-Up, un pré-incubateur de starts-ups. L'ESILV ouvre un programme de Bachelor. L'ESILV et l'École polytechnique ont signé une convention de partenariat qui prévoit la création d'un parcours bi-diplômant axé sur le traitement et l’analyse des données. Un double diplôme big data[6].
- 2020 : Création du De Vinci Innovation Center. Obtention du label UN Global Compact[7] et du label CDE pour l'ESILV. L'ESILV reçoit l'accréditation CGE pour le MS ID Program. Pascal Pinot[8] (précédemment directeur de l’ENSTA Bretagne) devient directeur de l’ESILV.
- 2021 : La CTI approuve l'ouverture d'un campus à Nantes pour l'ESILV, et elle obtient un accord de double diplôme avec Georgia Tech.
- 2022 :  l'ESILV perd la labellisation EESPIG. Cette qualification distingue les établissements d’enseignement supérieur privés français engagés dans la réussite des étudiants et certifie : la qualité de leur enseignement et de la formation, leur caractère non lucratif et leur gestion désintéressée, leur engagement à participer aux six missions de service public de l’enseignement supérieur et de la recherche
- 2024 : AD Education (groupe d’enseignement supérieur contrôlé par Ardian) annonce entrer en négociation exclusive avec le Pôle Léonard de Vinci, afin d'acquérir et de prendre le contrôle des trois écoles constituant le pôle (ESILV, EMLV, IIM). Cette transaction sera finalisée d'ici fin 2024 pour un montant d'environ 300 millions d'euros, et entrainera la modification du statut de l'ESILV qui quittera alors le statut associatif loi de 1901 pour devenir alors un établissement privé à but lucratif[9].
  - Le magazine Challenges dans son article du 11.09.2024 révèle comment cette lucrative vente profitera avant tout aux dirigeants du Pôle Léonard de Vinci, détenteurs de la holding DVI

## Classements
Classements nationaux (classée en tant qu'ESILV au titre de son diplôme d'ingénieur)
| Nom                | Année | Rang | Rang (Post-bac) |
| ------------------ | ----- | ---- | --------------- |
| DAUR               | 2024  | 43   | -               |
| L'Étudiant         | 2024  | 18   | -               |
| L'Usine nouvelle   | 2024  | 4    | 1               |
| Le Figaro          | 2024  | -    | 3               |
| Studies Advisor    | 2024  | 3    | -               |
| L'Étudiant         | 2025  | 18   |                 |
| Le Figaro étudiant | 2025  | -    | 2               |
| L'Usine nouvelle   | 2025  | 9    | -               |